# Kroombit-Tops-Nationalpark
Der Kroombit-Tops-Nationalpark (engl.: Kroombit Tops National Park) ist ein Nationalpark im Osten des australischen Bundesstaates Queensland. Er liegt 399 Kilometer nordwestlich von Brisbane und 80 Kilometer südwestlich von Gladstone im Tal des Boyne River.
Der Park besteht aus zwei getrennten Sektionen, die durch den Kroombit Tops State Forest miteinander verbunden sind. Rund 25 Kilometer weiter südlich liegt der Cania-Gorge-Nationalpark.

## Geschichte
Für die Aborigines hatte die Gegend seit Tausenden von Jahren eine wichtige Bedeutung. Seit Ende des 19. Jahrhunderts, als man Gold dort fand, betrieben europäische Siedler Bergbau, Viehzucht und Holzwirtschaft.
Im Februar 1945 stürzte ein US-amerikanischer B24-Liberator-Bomber namens Beautiful Betsy im Gebiet des heutigen Nationalparks ab. Das Wrack wurde erst am 2. August 1994 entdeckt.

## Landesnatur
Der Nationalpark liegt auf einem Sandsteinplateau auf der Nordabdachung der Dawes Range. Felsstufen, Täler, Schluchten und Wasserfälle prägen dieses Gebiet. Der Südosten des Parks besitzt ein feuchteres Klima als der trockene Nordwesten.

## Flora und Fauna
Die Täler und Höhen sind mit Eukalyptus- und tropischem Regenwald bewachsen. Dort finden sich über 850 verschiedene Pflanzenarten, von denen viele als selten oder gefährdet gelten.
Der Park ist ein Rückzugsgebiet für den endemischen Kroombit-Tinker-Frosch (Taudactylus pleione). Diese Art ist so selten, dass man vermutet, dass nur noch einige Hundert Exemplare existieren.
Eine kleine Population von Brumbies zieht durch den Park. Von Zeit zu Zeit müssen diese Pferde eingefangen werden, um ihre Zahl zu reduzieren.

## Freizeit und Einrichtungen
Als Freizeitaktivitäten werden für diesen Park die Beobachtung von Vögeln, Wanderungen und Offroad-Touren empfohlen. Das Zelten im Nationalpark ist gestattet. Es gibt drei angelegte Wanderwege, den Rainforest Walk (300 Meter), den Beautiful Betsy Bomber Crash Site Walk (700 Meter) und den Escarpment Track (13 Kilometer). Für Offroad-Fahrer wurde ein 35 Kilometer langer Kurs angelegt.

## Zufahrt
Der Nationalpark ist vom Dawson Highway (Ausfahrt 4 Kilometer westlich von Calliope) zu erreichen. Dort biegt man auf die Verbindungsstraße Gladstone–Monto ab und 500 Meter weiter auf die Tableland Road. Dieser folgt man 68 Kilometer weit bis zum Eingang des Parks.
Viele Straßen zum und im Park sind nur bei trockenem Wetter für Straßenfahrzeuge geeignet.